# Тихоокеанская сельдевая акула
Тихоокеа́нская сельдева́я аку́ла, северотихоокеа́нская сельдева́я аку́ла или лососёвая аку́ла (лат. Lamnа ditropis) — широкобореальный пелагический вид хрящевых рыб, один из двух видов рода Lamna семейства сельдевых акул. Обитает в западной и восточной частях Тихого океана. Стоит на вершине пищевой пирамиды. Рацион состоит из лососёвых, кальмаров, волосохвостов и сельдей. Подобно прочим представителям сельдевых акул обладает способностью поддерживать повышенную по отношению к окружающей среде температуру тела, причём у лососёвой акулы эта способность наиболее развита. У этих акул толстое веретенообразное тело с конической мордой. Максимальный зарегистрированный размер 3,7 м, а вес 454 кг. Имеет незначительное коммерческое промысловое значение. Ценится среди рыболовов-спортсменов.

## Таксономия
Впервые вид научно описан в 1947 году. Голотип представляет собой взрослого самца (размер не выявлен). Паратип — самец длиной 79,2 см, пойманный в 1880 году у берегов Санта Крус, Калифорния. Родовое название происходит от слова греч. λάμνα — сельдевая акула, а видовой эпитет от слов др.-греч. δίς «дважды» и τρόπις «киль».

## Ареал
Лососёвые акулы обитают в северной части Тихого океана у берегов Японии (в том числе в Японском море), Кореи, в тихоокеанских водах России (в том числе в Охотском море), США и, возможно, Мексики. Эти акулы распространены как у берега, так и в открытом море. Они предпочитают северные и прохладные воды умеренных широт. Обычно встречаются на глубине до 152 м, однако одна особь была сфотографирована на глубине 255 м (Монтерей Каньон), а на Аляске лососёвую акулу видели на глубине 224 м. Разброс температуры воды в ареале этих акул составляет от 3,5 °C до 22,5 °C, а солёность колеблется в пределах 31,5—34,25 ‰. У лососёвых акул наблюдается сегрегация по полу и размеру. В западной части Тихого океана преобладают самцы, а в восточной самки. Лососёвые акулы, как правило, ведут одиночный образ жизни, однако, по ночам во время охоты они могут собираться в стаи по 30—40 особей. Взрослые акулы в отличие от молодняка совершают миграции и заходят дальше на север. В западной части Тихого океана крупные акулы зимой мигрируют от берегов Японии, где они размножаются, перемещаясь с потеплением воды на север в Охотское море и в западную часть Берингова моря. Они возвращаются в японские воды осенью или ранней зимой (расстояние в один конец составляет 3220 км). В восточной части Тихого океана самки мигрируют на юг к берегам Орегона и Калифорнии, США, где приносят потомство. Сельдевые акулы в своём распространении на север придерживаются прибрежных вод и иногда заходят в ставные невода вслед за косяками лососей или сельди.
В российской части Японского моря тихоокеанские сельдевые акулы встречаются в значительном количестве с мая до октября — ноября. У берегов Сахалина и южных Курильских островов они распространены летом и осенью.

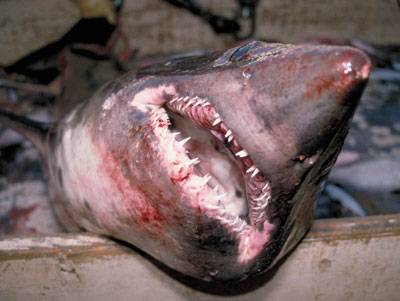

## Анатомия и внешний вид
У лососёвых акул толстое веретенообразное тело, короткое коническое рыло (расстояние от кончика рыла до глаза составляет около 40 % от расстояния между глазом и первой жаберной щелью) и длинные жаберные щели, которые заходят на поверхность головы. Расстояние от кончика рыла до пасти составляет от 4,5 % до 7,6 % длины тела (у взрослых от 4,5 % до 5 %). Зубы довольно крупные, острые, края гладкие. Первый спинной плавник крупный, треугольной формы, вершина закруглена, основание расположено позади основания грудных плавников. Кончик первого спинного плавника свободный. Грудные плавники крупные, по длине почти равны первому спинному плавнику. Брюшные, второй спинной и анальный плавники маленькие. Анальный и второй спинной плавник сдвинуты к хвосту. На хвостовом стебле имеются крепкие кили. По обе стороны хвостового стебля у основания хвостового плавника расположены короткие вторичные кили. Хвостовой плавник имеет форму полумесяца. Нижняя лопасть практически равна по размеру верхней. Окраска дорсальной поверхности тела синевато-серого или синевато-чёрного цвета, пространство под рылом, нижняя челюсть и брюхо беловатые, у особей длиной свыше 1,5 м покрыты серыми пятнами. У лососёвых акул всего 170 позвонков, а в туловищном отделе позвоночника 103 позвонка.

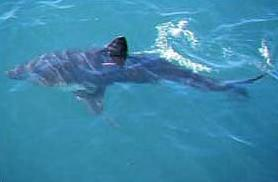

От ближайшего вида — атлантической сельдевой акулы — отличается более коротким и менее острым рылом, тёмной окраской заднего кончика первого спинного плавника и светлой окраской кожи над основаниями грудных плавников. Есть резкие различия в морфологии черепа и зубов (у тихоокеанской сельдевой акулы первые верхние боковые зубы обычно более асимметричны).
Длина взрослых особей составляет около 2—2,6 м, а вес достигает 265 кг. Самки немного крупнее самцов. Максимальная зарегистрированная длина лососёвой акулы составляет 3,05 м, а вес 454 кг.
В заливе Анива длина сельдевых тихоокеанских акул, выловленных ставными неводами в июле, изменялась от 196 до 300 см, масса тела при длине 250 см составила 300 кг, при длине 300 см — 400 кг.

## Биология
Будучи пелагическим видом открытых вод, тихоокеанские сельдевые акулы образуют небольшие стаи, как правило, не более 20—30 особей. На этих акулах паразитируют цестоды Clistobothrium tumidum, Dinobothrium septaria, Nybelinia sp. и Nybelinia surmenicola и веслоногие ракообразные Echthrogaleus coleoptratus.

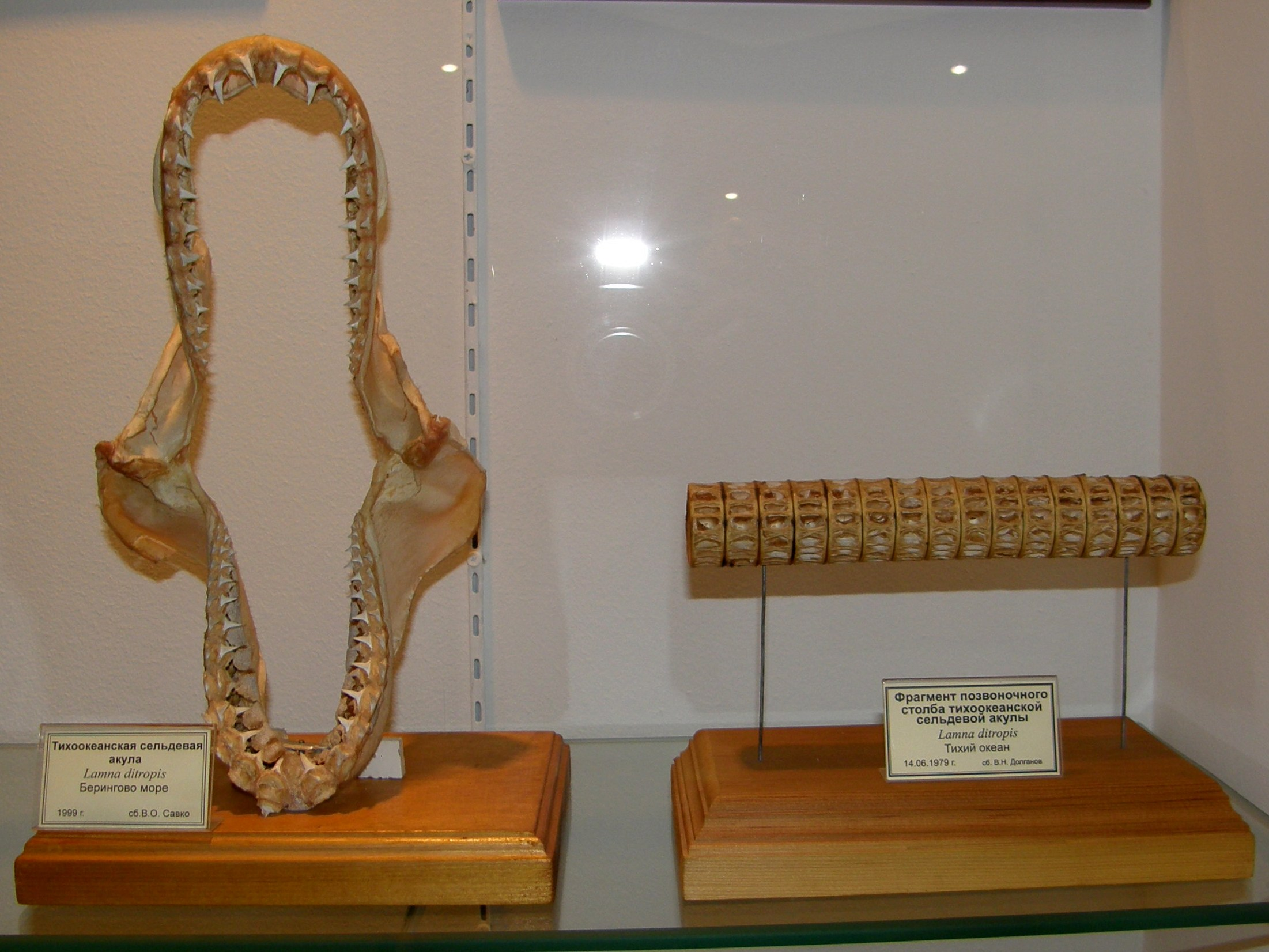
Части скелета и челюсти тихоокеанской сельдевой акулы

### Размножение и жизненный цикл
Лососёвые акулы размножаются бесплацентарным живорождением с оофагией (внутриутробный каннибализм). В помёте от 2 до 5 новорождённых длиной 80—87 см (по другим данным 50—55 см). Вероятно, продолжительность беременности составляет около 9 месяцев. Длительность полного цикла репродукции не установлена. Спаривание происходит поздним летом и в начале осени, потомство появляется на свет весной. Места спаривания и природные питомники расположены в открытом море в западной части Тихого океана между 156° з. ш. и 180° з. ш. в районе южных Курил и в Охотском море, где встречаются неполовозрелые акулы длиной 110—120 см. Новорождённых лососёвых акул находили у берегов Калифорнии, на основании чего можно предположить наличие природных питомников в восточной части Тихого океана. В первый год жизни молодняк достигает длины 120—140 см, что составляет 75 % прироста. В последующие годы рост замедляется и не превышает 10—15 см в год по достижении 4-летнего возраста. Затем самки начинают прибавлять в росте больше самцов. Самцы достигают половой зрелости при длине около 182 см, что соответствует возрасту 5 лет, а самки при длине 221 см в возрасте 8—10 лет. Продолжительность жизни самок в восточной части Тихого океана составляет не менее 20 лет, а самцов — 27 лет.

## Рацион
Находясь на вершине пищевой пирамиды, лососёвые акулы являются хорошо приспособленными хищниками, которые охотятся на разнообразных донных и пелагических рыб. Их рацион составляют микижа, тихоокеанские лососи, сельди и сардины, сайды, тихоокеанская треска, томкод, волосохвосты, кинжалозубы, сайры, миктофы, скумбрии, пинагоры, подкаменщики, вероятно, скорпены, угольные рыбы и северный однопёрый терпуг. Кроме того, лососёвые акулы охотятся на катранов и некоторых пелагических кальмаров, их привлекает рыба, пойманная в качестве прилова и выброшенная за борт креветочных траулеров.
Считается, что лососёвые акулы уничтожают большое количество тихоокеанских лососей. У Алеутских островов и в заливе Аляска пик численности лососёвых акул приходится на сезон максимальной добычи лосося. Распространение и миграции лососей и лососёвых акул тесно связаны между собой. У лососёвых акул, попавшихся в пелагические жаберные сети у берегов Японии, в желудках не было обнаружено практически ничего, кроме лососей. Однако было сделано предположение, что такая связь маловероятна, поскольку ареалы лососей и лососёвых акул в западной части Тихого океана отличаются, акулы держатся существенно южнее от основных миграционных путей лососей. Лососёвые акулы собираются в местах скопления нерестящихся сельдей и сардин, которые, вероятно, составляют основу их рациона в этом регионе. Нападая на стаи сардин, акулы разгоняют их, мешая промыслу.

### Терморегуляция

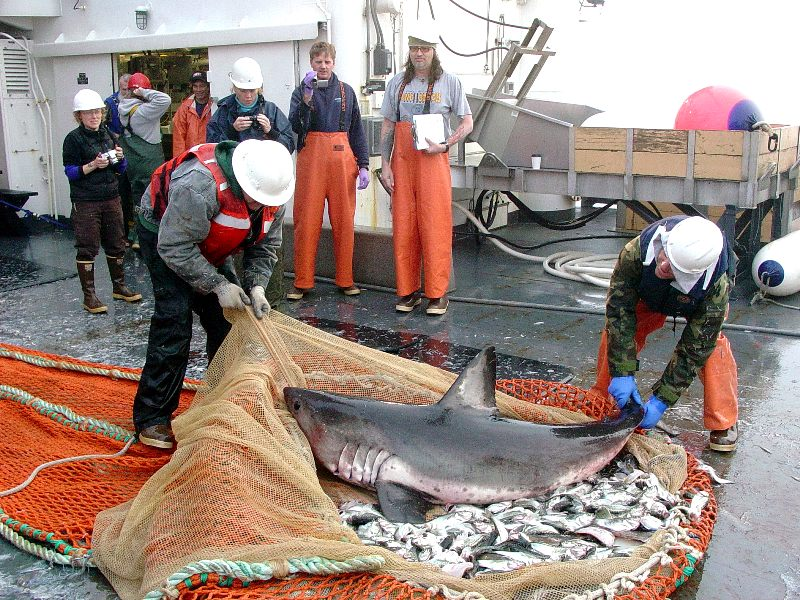
Лососёвая акула, пойманная тралом

Подобно прочим представителям семейства сельдевых акул лососёвые акулы являются эндотермиками, они способны поддерживать повышенную по сравнению с окружающей средой температуру тела. Эта способность обеспечивается за счёт Rete mirabile (с латыни переводится как «чудесная сеть»). Это плотная структура в виде клубков вен и артерий, которая пролегает по бокам туловища. Она позволяет удерживать тепло, подогревая холодную артериальную кровь за счёт венозной крови, разогретой работой мышц. Благодаря этой структуре лососёвые акулы способны эффективно охотиться в условиях широкого температурного диапазона. С помощью акустической телеметрии было проведено исследование, в ходе которого было установлено, что при температуре окружающей воды 5…16 °С внутренняя температура тела у четырёх наблюдаемых акул колебалась между 25 и 25,7 °С. Максимальная разница составила 21 °С. Недавние исследования показали, что лососёвые акулы способны сильнее повышать внутреннюю температуру тела по сравнению с прочими сельдевыми акулами. У небольших особей подъём температуры относительно окружающей среды составлял от 8 °C до 11 °C, а у более крупной акулы разница составила 13,6 °C.

## Взаимодействие с человеком
Лососёвые акулы считаются потенциально опасными для человека из-за крупного размера. По состоянию на 2013 год официально не зарегистрировано ни одного нападения на людей (несколько случаев были приписаны лососёвым акулам ошибочно из-за сходства с белой акулой). В последнее время дайверы часто встречают и фотографируют стаи этих акул, которые не проявляют агрессивности по отношению к человеку.
Вид представляет незначительный интерес для коммерческого промысла. В Японии между 1952 и 1965 годами улов лососёвых акул составил 110,4 тонны (максимальная годовая добыча равнялась 40,1 т). Наибольший урон популяции наносит прилов при добыче кошельковым неводом (например, лосося), а также при ярусном промысле палтуса и угольной рыбы. У берегов Японии и Аляски лососёвые акулы являются объектом спортивного рыболовства.
Исторически в водах Канады, Японии и России лососёвых акул добывали жаберными сетями в ходе промысла лосося и кальмара Ommastrephes. На основании численности рыболовного флота, сетей и улова на единицу промыслового усилия прилов этого вида оценивается в 105—155 тыс. особей за четырёхмесячный период ежегодно.
После ликвидации в открытом море дрифтерных сетей и прекращения в открытом океане промысла лосося японским рыболовным флотом объём прилова лососёвых акул в северной части Тихого океана существенно сократился, и численность популяции восстановилась. Однако лососёвых акул продолжают добывать в водах США (особенно в заливе Аляска и проливе Принца Вильгельма) тралами, жаберными сетями и неводами. Мясо употребляют в пищу, в Японии из сердца лососёвых акул готовят сашими, кожу выделывают, плавники используют для приготовления супа. Из печени одной акулы получают до 40 литров жира, богатого витамином А и Д. Международный союз охраны природы присвоил этому виду статус «Вызывающий наименьшие опасения».